# The Browns
The Browns fue un trío vocal estadounidense de música country y pop conocido por su éxito nominado a un Premio Grammy de 1959, " The Three Bells ". El grupo, compuesto por Jim Ed Brown y sus hermanas Maxine y Bonnie, tenía una armonía cercana y suave característica del sonido de Nashville, aunque su música también combinaba elementos de folk y pop. En marzo de 2015 fueron incluidos en el Salón de la Fama de la Música Country.

## Historia
James Edward, su hermana mayor Maxine y su hermana menor Bonnie Brown comenzaron su carrera artística cantando por separado en la localidad de Pine Bluff (Arkansas), hasta 1954, cuando Maxine y Jim Ed firmaron un contrato discográfico como dúo. Obtuvieron reconocimiento nacional y una invitación a participar en el programa de radio de Ernest Tubb por una canción escrita por ellos mismos, "Looking Back to See",  que alcanzó el top 10 y permaneció en las listas de éxitos estadounidenses durante el verano de 1954.  La canción volvería a ser un éxito casi 20 años después en la versión de Buck Owens y Susan Raye en 1972.
En 1955 se les unió su hermana menor Bonnie, de 18 años, entonces recién graduada de la escuela secundaria, y comenzaron a actuar como trío  y comenzaron a actuar en programa de radio Louisiana Hayride en Shreveport (Louisiana).  A finales de 1955, el trío tuvo otro éxito entre los diez primeros puestos de las listas con "Here Today and Gone Tomorrow",  que recibió un impulso gracias a sus apariciones en el programa Ozark Jubilee de ABC-TV.  Jim Ed y Maxine aparecieron por primera vez en el programa como dúo en 1955. El productor Si Siman les proporcionó un contrato discográfico con RCA Victor en 1956, y pronto tuvieron dos grandes éxitos, " I Take the Chance " (una versión de una composición de los Louvin Brothers) y "I Heard the Bluebirds Sing".  Cuando Jim Ed fue reclutado en 1957, el grupo continuó grabando aprovechando los permisos, y su hermana Norma lo reemplazó en las giras,  al igual que Billy Walker. 
En 1959, The Browns consiguieron su mayor éxito cuando su sencillo folk-pop " The Three Bells "  que alcanzó el número 1 en las listas de éxitos Billboard Hot 100 y Billboard Hot Country Songs.  La canción también alcanzó el puesto número 10 en la lista de Rhythm and Blues de Billboard . El tema estaba basado en una canción llamada "Les trois cloches", popularizada en Francia por Édith Piaf.  La grabación vendió más de un millón de copias,  "The Three Bells" de The Browns fue nominada en las categorías de Grabación del Año y Mejor Grupo o Interpretación Vocal en los premios Grammy en 1959. Su versión de la popular canción navideña " Blue Christmas " alcanzó el puesto 97 en la lista de sencillos Billboard Hot 100 en diciembre de 1960. 
The Browns aparecieron en los programas de televisión The Ed Sullivan Show y American Bandstand. Continuaron publicando sencillos de éxito como " Scarlet Ribbons (For Her Hair) " y " The Old Lamplighter ", grabaciones que también obtuvieron buenos resultados en las listas de pop y country.  Realizaron numerosas giras por Europa y obtuvieron un éxito moderado en las listas de música country.  En 1963 se unieron al Grand Ole Opry . 
Jim Ed comenzó su carrera como cantante solista en 1965 publicando con RCA Victor,  y rápidamente  estas publicaciones comenzaron a eclipsar las grabaciones del trío. Maxine cantó la voz principal en los últimos sencillos del grupo lanzados en 1968, "Big Daddy" y "I Will Bring You Water", con Jim Ed solo como coros. El trío se disolvió oficialmente ese año y Maxine firmó con Chart Records en 1969, alcanzando un pequeño éxito con "Sugar Cane County". 
En la década de 1980, The Browns comenzaron a realizar algunas actuaciones ocasionales por primera vez en casi 20 años. En 2006, el trío interpretó "The Old Lamplighter" y "The Three Bells" para el especial de la televisión pública estadounidense PBS, Country Pop Legends .
El 11 de junio de 2015, Jim Ed Brown murió de cáncer de pulmón a los 81 años.  El 16 de julio de 2016, Bonnie Brown también murió de cáncer de pulmón a la edad de 77 años.  Maxine Brown murió el 21 de enero de 2019, a la edad de 87 años, debido a complicaciones derivadas de una enfermedad cardíaca y renal. 
The Browns fueron honrados con el "Premio a la Trayectoria" durante la inauguración de los Arkansas Country Music Awards el 3 de junio de 2018, junto a otros artistas también nativos de Arkansas; Johnny Cash, Glen Campbell, Ed Bruce y Wayne Raney. El evento se llevó a cabo en el Centro de Artes Escénicas de la Universidad de Arkansas en Little Rock. 

## Discografía

### Álbumes
- 1957 - Jim Edward, Maxine, and Bonnie Brown
- 1959 - Sweet Sounds by the Browns
- 1960 - Town & Country
- 1960 - The Browns Sing Their Hits
- 1961 - Our Favorite Folk Songs
- 1961 - The Little Brown Church Hymnal
- 1963 - Grand Ole Opry Favorites
- 1964 - This Young Land
- 1964 - Three Shades of Brown
- 1965 - I Heard the Bluebirds Sing
- 1965 - When Love Is Gone
- 1966 - Alone with You
- 1966 - Our Kind of Country
- 1966 - The Best of The Browns
- 1967 - The Old Country Church
- 1967 - Browns Sing the Big Ones from Country
- 1968 - A Harvest of Country Songs
- 1984 - Rockin' Rollin' Browns
- 1985 - 20 of the Best
- 1986 - Jim Ed Brown & The Browns
- 1986 - Looking Back to See
- 1993 - The Three Bells
- 1996 - Family Bible
- 2008 - The Complete Hits

### Sencillos
| Año  | Título (cara A, cara B)                                                                   | Posicionamiento en listas | Posicionamiento en listas | Posicionamiento en listas | Posicionamiento en listas | Álbum                                |
| Año  | Título (cara A, cara B)                                                                   | Hot Country Songs         | Billboard Hot 100         | Cash Box Country          | Cash Box Pop              | Álbum                                |
| ---- | ----------------------------------------------------------------------------------------- | ------------------------- | ------------------------- | ------------------------- | ------------------------- | ------------------------------------ |
| 1954 | "Looking Back To See" b/w "Rio De Janeiro" (Sin álbum)                                    | 8                         |                           |                           |                           | Jim Edward, Maxine, and Bonnie Brown |
| 1954 | "Why Am I Falling" b/w "Itsy Witsy Bitsy Me"                                              |                           |                           |                           |                           | Non-album tracks                     |
| 1955 | "Draggin' Main Street" b/w "Your Love Is Wild As The West Wind" (Sin álbum)               |                           |                           |                           |                           | Jim Edward, Maxine, and Bonnie Brown |
| 1955 | "Do Memories Haunt You" b/w "Jungle Magic"                                                |                           |                           |                           |                           | Non-album tracks                     |
| 1955 | "Here Today and Gone Tomorrow" b/w "You Thought I Thought"                                | 7                         |                           |                           |                           | Non-album tracks                     |
| 1956 | "I Take The Chance" b/w "Goo Goo Dada" (Sin álbum)                                        | 2                         |                           |                           |                           | Three Shades Of Brown                |
| 1956 | "Just As Long As You Love Me" b/w "Don't Tell Me Your Troubles"                           | 11                        |                           |                           |                           | Sin álbum                            |
| 1956 | "A Man With A Plan" b/w "Just-A-Lot-Of Sweet Talk"                                        |                           |                           |                           |                           | Sin álbum                            |
| 1957 | "Money" b/w "It Takes A Long Long Train With A Red Caboose"                               | 15                        |                           |                           |                           | Sin álbum                            |
| 1957 | "Getting Used To Being Lonely" b/w "I'm In Heaven"                                        |                           |                           |                           |                           | Sin álbum                            |
| 1957 | "I Heard The Bluebirds Sing" b/w "The Last Thing I Want" (Sin álbum)                      | 4                         |                           | 20                        |                           | Jim Edward, Maxine, and Bonnie Brown |
| 1957 | "True Love Goes For Beyond" b/w "The Man In The Moon"                                     |                           |                           |                           |                           | Sin álbum                            |
| 1958 | "Crazy Dreams" b/w "Ain't No Way In The World"                                            |                           |                           |                           |                           | Sin álbum                            |
| 1958 | "Would You Care" b/w "The Trot"                                                           | 13                        |                           | 14                        |                           | Sin álbum                            |
| 1959 | "Beyond The Shadow" b/w "This Time I Would Know" (from I Heard The Bluebirds Sing)        | 11                        |                           | 14                        |                           | Sin álbum                            |
| 1959 | "The Three Bells" b/w "Heaven Fell Last Night" (Sin álbum)                                | 1                         | 1                         | 1                         | 1                         | Sweet Sounds By The Browns           |
| 1959 | "Scarlet Ribbons (For Her Hair)" b/w "Blue Bells Ring" (Sin álbum)                        | 7                         | 13                        | 5                         | 17                        | Town & Country                       |
| 1960 | "The Old Lamplighter" /                                                                   | 20                        | 5                         | 12                        | 8                         | Town & Country                       |
| 1960 | "Teen-Ex"                                                                                 |                           | 47                        |                           | 114                       | Non-album track                      |
| 1960 | "Lonely Little Robin" /                                                                   |                           | 105                       | 39                        | 78                        | The Browns Sing Their Hits           |
| 1960 | "Margo (The Ninth of May)"                                                                |                           |                           | 35                        | 89                        | The Browns Sing Their Hits           |
| 1960 | "Whiffenpoof Song" /                                                                      |                           | 112                       |                           | tag                       | The Browns Sing Their Hits           |
| 1960 | "Brighten the Corner Where You Are"                                                       |                           |                           |                           | 114                       | The Browns Sing Their Hits           |
| 1960 | "Send Me the Pillow You Dream On" b/w "You're So Much A Part Of Me" (Sin álbum)           | 23                        | 56                        | 21                        | 50                        | I Heard The Bluebirds Sing           |
| 1960 | "Blue Christmas" b/w "Greenwillow Christmas"                                              |                           | 97                        |                           |                           | Sin álbum                            |
| 1961 | "Ground Hog" /                                                                            |                           | 97                        |                           |                           | Our Favorite Folk Songs              |
| 1961 | "Angel's Dolly"                                                                           |                           |                           | 41                        |                           | Non-album track                      |
| 1961 | "My Baby's Gone" b/w "Whispering Wine" (Sin álbum)                                        |                           |                           |                           |                           | I Heard The Bluebirds Sing           |
| 1961 | "Alpha And Omega" b/w "Foolish Pride"                                                     |                           |                           |                           |                           | I Heard The Bluebirds Sing           |
| 1962 | "Buttons And Bows" b/w "Remember Me"                                                      |                           | 104                       |                           |                           | I Heard The Bluebirds Sing           |
| 1962 | "The Old Master Painter" b/w "It's Just A Little Heartache"                               |                           | 118                       |                           |                           | Sin álbum                            |
| 1963 | "The Twelfth Rose" b/w "Watching My World Fall Apart"                                     |                           |                           | 40                        |                           | Sin álbum                            |
| 1964 | "Oh No!" b/w "Dear Teresa"                                                                | 42                        |                           | 49                        |                           | I Heard The Bluebirds Sing           |
| 1964 | "Then I'll Stop Loving You" b/w "I Know My Place" (Sin álbum)                             | 12                        |                           | 20                        |                           | The Best Of The Browns               |
| 1964 | "Everybody's Darlin', Plus Mine" b/w "The Outskirts Of Town"                              | 40                        | 135                       | 16                        |                           | Sin álbum                            |
| 1965 | "I Feel Like Crying" b/w "No Sad Songs For Me"                                            |                           |                           |                           |                           | Sin álbum                            |
| 1965 | "You Can't Grow Peaches From A Cherry Tree"A b/w "A Little Too Much To Dream" (Sin álbum) |                           | 120                       | 21                        | 134                       | The Best Of The Browns               |
| 1966 | "Meadowgreen" b/w "One Take Away One"                                                     | 46                        |                           | 30                        |                           | Non-album tracks                     |
| 1966 | "I'd Just Be Fool Enough" b/w "Springtime"                                                | 16                        |                           | 29                        |                           | Our Kind Of Country                  |
| 1966 | "Coming Back To You" b/w "Gigawackem" (from Our Kind Of Country)                          | 19                        |                           | 17                        |                           | Sin álbum                            |
| 1967 | "I Hear It Now" b/w "He Will Set Your Fields On Fire" (from The Old Country Church)       | 54                        |                           | 55                        |                           | Sin álbum                            |
| 1968 | "Big Daddy" /                                                                             | 52                        |                           | 55                        |                           | Sin álbum                            |
| 1968 | "I Will Bring You Water"                                                                  | 64                        |                           |                           |                           | Sin álbum                            |